# Tierra Blanca (kommun), Veracruz
Tierra Blanca är en kommun i Mexiko.   Den ligger i delstaten Veracruz, i den sydöstra delen av landet, 300 km öster om huvudstaden Mexico City. Antalet invånare är 94 087. Arean är 1 517 kvadratkilometer.
Terrängen i Tierra Blanca är platt åt nordost, men åt sydväst är den kuperad.
Följande samhällen finns i Tierra Blanca:
- Huixcolotla
- Poblado Cinco
- Salvador Gonzalo García
- Los Mangos
- Barahúnda
- Palma Sola
- Paso Coyote
- Ideal de Arriba
- Paso Nuevo
- Serenilla de Abajo
- San Nicolás
- Colonia Primero de Mayo
- El Contento
- Loma del Izote
- Loma Alta
- El Palenque
- Joya de la Pita
- Los Leones
- Mata Alta
- Loma del Manantial
- El Porvenir
- Benito Juárez
- Paso Magueyito
- Plan de Villa
- José María Morelos
- Mata Coyol
- Paso del Ganado
- El Manantial
- El Tamarindo
- San Francisco
- Nuevo Arroyo Tambor
- Mata Anonilla
- Úrsulo Galván
- Nuevo Porvenir de Hidalgo
- Cochindi
- Nuevo Masamila
- Galván Caracas
- Mata Maguey
- Santa Lucía
- El Mango
- José Fuentes Pantoja
- Loma de la Villa
- Las Conchas
- Junta de Moreno
- Roberto Barrios
- San Joaquín
- Pitalillo
- Nopiloa
- Vicente Guerrero
- Paso de la Palma
- Los Cerritos
- Las Flores
- La Candelaria
- El Nanche
- La Floresta
- Colonia Nueva
- El Mirador
- El Progreso
- Loma de los Pichones
- Tierra Adentro
- Los Cerros
- Zapotillo
- Nuevo Laguna Escondida
- Buena Vista
- Loma del Carmen
- El Roble
- San Francisco el Viejo
- Otapa
- El Manzanillo
- El Zapotillo
- El Abisal
- El Venusto
- El Cimarrón
- San Bernardo
- Paso Viejo
- Hidalgo
- Rincón Zacaiste
- San Alejo
- Emiliano Zapata
- Juan Pacheco Alemán
- Mata Redonda